# ماریا افروسینینا
ماریا افروسینینا (اوکراینی: Марія Олександрівна Єфросініна؛ ۲۵ مهٔ ۱۹۷۹ – ) مجری تلویزیون، روزنامه‌نگار، مجری، بازیگر، خواننده، مترجم، و تهیه‌کننده تلویزیونی اهل اتحاد جماهیر شوروی سوسیالیستی بود.